# De Léotard
Die SA De Léotard war ein französischer Hersteller von Automobilen.

## Unternehmensgeschichte
Christian de Léotard betrieb eine Werkstatt in Asnières-sur-Seine. 1978 begann er mit der Produktion von Automobilen. Der Markenname lautete Léotard. Es ist nicht bekannt, wann die Produktion endete.

## Fahrzeuge
Das Unternehmen stellte Fahrzeuge mit sechs angetriebenen Rädern her. Das erste Modell basierte auf dem Renault 5. Das Fahrgestell war im Heckbereich verlängert worden, um die dritte Achse unterzubringen. Die Karosserie war ebenfalls länger. Die Fahrzeuglänge betrug 421 cm. Trotzdem verfügte das Fahrzeug nur über zwei Seitentüren plus eine große Heckklappe. Das Dach war im hinteren Bereich höher. Das Leergewicht war mit 980 kg angegeben. Eine Quelle gibt an, dass die Produktion dieses Modells etwa 1984 endete.
Der Range Rover wurde ebenfalls verlängert und mit sechs Rädern ausgestattet.
Mitte der 1980er Jahre bildeten Fahrzeuge der Mercedes-Benz G-Klasse die Basis. Auch hier wurde das Fahrzeug durch das Ergänzen einer dritten Achse länger. Soweit bekannt, entstanden Kastenwagen sowie Pick-ups mit Doppelkabine. Die Fahrzeuge wurden auch bei Rallyes eingesetzt.
Außerdem entstanden Fahrzeuge auf Basis von Citroën, Land Rover, Mercedes-Benz 190 und Renault.